# Judith Arlen
Judith Arlen (18 de marzo de 1914 - 5 de junio de 1968) fue una actriz cinematográfica estadounidense que trabajó principalmente en la década de 1930. 
Su verdadero nombre era Laurette Rutherford, y nació en Hollywood, California. Era la hermana mayor de la más conocida actriz Ann Rutherford. Arlen empezó su carrera en 1930 con una actuación sin aparecer en los créditos en el film de Cecil B. DeMille Madam Satan. Tendría otro papel sin acreditar en 1933, pero en 1934 ya consiguió dos papeles figurando en los créditos. Ese mismo año fue seleccionada como una de las "WAMPAS Baby Stars". La película de 1934 Kiss and Make-Up, protagonizada por Cary Grant y por la también "WAMPAS Baby Star" de ese año Lucille Lund, sería la penúltima rodada por Arlen. Tuvo una actuación menor en Young and Beautiful, en la cual hacía precisamente el papel de una "WAMPAS Baby Star". Tras la misma su carrera finalizó. 
Curiosamente, al año siguiente se lanzó la carrera de su hermana Ann. Arlen trabajaría tras la escena en apoyo de su hermana menor, pero nunca volvió a actuar. Residía en Santa Bárbara (California) en el momento de su fallecimiento en 1968. 